# Франсеск Камбо-і-Батле
Франсеск Камбо-і-Батле (кат. Francesc Cambó i Batlle; нар. 2 вересня 1876, Вержес, Іспанія — пом. 30 квітня 1947, Буенос-Айрес, Аргентина) — каталонський політик-консерватор, засновник і лідер автонамістської партії «Lliga Regionalista». Був міністром при кількох іспанських урядах (економічного розвитку і фінансів), а також підтримував ряд художніх і культурних починань, пов'язаних з Каталонії, особливо переклад грецьких і латинських класичних текстів на каталонську мову.

## Життєпис

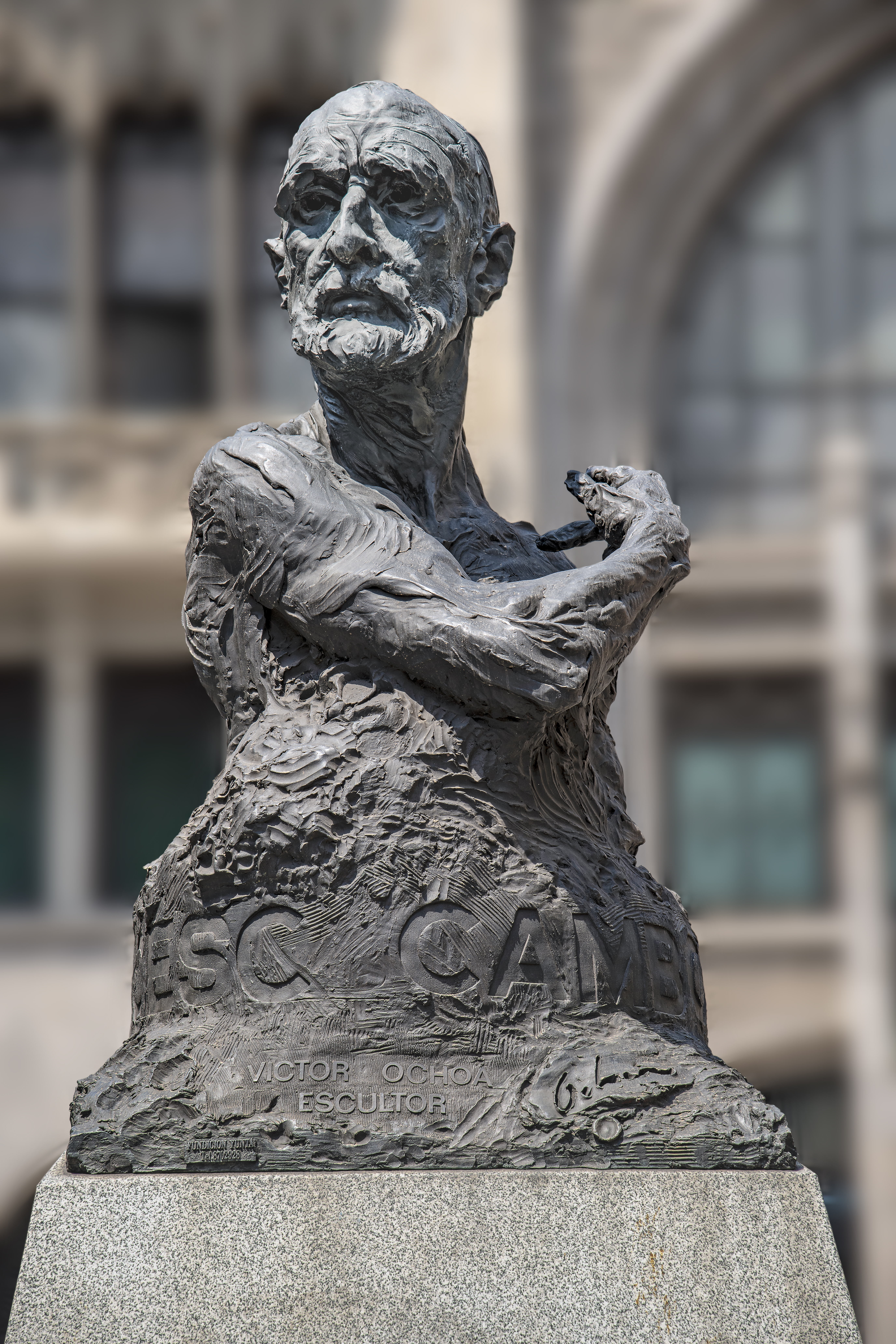
Камбо-і-Батле

Франсеск Камбо народився у муніципалітеті Вержес району (комарки) Баш-Емпорда, Каталонія, Іспанія. У 1901 році заснував консервативну партію Lliga Regionalista, яка була основним представником каталонського регіоналізму або націоналістичного руху. Він був одним з перших, хто запропонував автономну систему правління для Каталонії, хоча в той час вдалося тільки домогтися злиття чотирьох провінцій в Каталонії. Він був обраний членом парламенту Іспанії кілька разів, і був двічі призначений міністром в іспанському уряді — в 1918—1919 роках міністр економічного розвитку і в 1921—1922 роках міністр фінансів.
На початку громадянської війни в Іспанії він виїхав за кордон. У той час як спочатку він не підтримував сили Франсиско Франко, пізніше в страху, що перемога республіканців призвела б до лівої Республіки, контрольованої Радянським Союзом, він поміняв погляди.
Камбоджа помер в Аргентині в 1947 році.

## Роботи
- Actuació regionalista (1915)
- El pesimismo español (1917)
- Vuit mesos al ministeri de Foment (1919)
- Visions d'Orient (1924)
- La crise économique anglaise (1924)
- Entorn del feixisme italià (1924)
- La valoració de la pesseta (1929)
- Les dictadures (1929)
- Per la concòrdia (1929)
- España, Cataluña y la Nueva Constitución (1929)